# Liste der Monuments historiques in Calorguen
Die Liste der Monuments historiques in Calorguen führt die Monuments historiques in der französischen Gemeinde Calorguen auf.

## Liste der Bauwerke
| Bezeichnung             | Beschreibung            | Standort | Kennzeichnung | Schutzstatus | Datum | Bild           |
| ----------------------- | ----------------------- | -------- | ------------- | ------------ | ----- | -------------- |
| Manoir de la Ferronnays | Herrenhaus, erbaut 1569 | (Lage)   | PA00089048    | Inscrit      | 1926  | weitere Bilder |

## Liste der Objekte
- Monuments historiques (Objekte) in Calorguen in der Base Palissy des französischen Kultusministeriums